# Aeroportul Rzeszów–Jasionka
Aeroportul Rzeszów-Jasionka (IATA: RZE, ICAO: EPRZ) este un aeroport din Jasionka⁠(d), Gmina Trzebownisko⁠(d), Rzeszów County⁠(d), Voievodatul Subcarpatia, Polonia ce deservește zona Rzeszów. Aeroportul a fost tranzitat în 2022 de 731.141 de pasageri. A fost deschis în 1945 și numit după Jasionka⁠(d).
Situat la o altitudine de 211 m, aeroportul dispune de 1 pistă.

## Infrastructură

### Piste
Aeroportul dispune de o singură pistă. Pista 09/27 are suprafața de asfalt și dimensiunile 3.200 m × 45 m. 